# Liberato Tosti
Liberato Tosti (ur. 22 maja 1883 w Oriolo Romano, zm. 20 października 1950 tamże) – włoski duchowny rzymskokatolicki, arcybiskup, dyplomata papieski.

## Biografia
18 kwietnia 1908 otrzymał święcenia prezbiteriatu. Od 17 grudnia 1941 zarządzał nieobsadzoną Nuncjaturą Apostolską w Paragwaju.
5 września 1946 papież Pius XII mianował go nuncjuszem apostolskim w Paragwaju oraz arcybiskupem tytularnym leucańskim. 3 listopada 1946 przyjął sakrę biskupią z rąk nuncjusza apostolskiego w Argentynie abpa Giuseppe Fietty. Współkonsekratorami byli biskupi pomocniczy Buenos Aires Antonio Rocca oraz Tomás Juan Carlos Solari.
4 października 1948 został przeniesiony na urząd nuncjusza apostolskiego w Hondurasie i w Nikaragui. Odszedł z tego urzędu w 1949.